# 上原厚治郎
上原 厚治郎（うえはら こうじろう、1983年6月12日 - ）は、沖縄県那覇市出身の元プロ野球選手（投手）。現西武ライオンズチーム人材開発。

## 来歴

### プロ入り前
興南高校時代から、ドラフト候補として注目を集める。一学年上に松谷秀幸がおり、エースをつとめたのは3年時のみであったが、当時から140km/hを超える速球を持っていた。また打者としても高校通算10本塁打を記録しており、野手として評価する向きもあった。しかしドラフトでの指名はなく、地元の沖縄電力に就職。自身の加入2年目にあたる2003年に、チームの都市対抗出場の原動力となった。また3年目にも都市対抗の補強選手として日産自動車九州に招集されているが、登板機会は無かった。社会人時代は投手として140km/h台のストレートに加え、スライダーがあった。
2004年ドラフト5巡目で、松谷の縁で早くから上原をもチェックしていたヤクルトスワローズに指名を受け入団。高卒3年目での指名で、準即戦力の期待をかけられ背番号14を与えられた。高校時代の先輩松谷と、同じチームでプレイすることになる。

### プロ入り後
2005年は一軍キャンプスタートとなると、3月6日のOP戦初登板で幸先良く初勝利をあげた。そのまま開幕一軍の座を掴み取る。4月2日には8点差で負けている展開で初登板すると、1回を1被安打1四球ながら無失点に抑えた。しかし投球の軸となる際立った球が無かったこともあって、一ヵ月後の5月1日には自責点0のまま二軍に合流。ファームでは5月8日の初登板以降1勝8敗防御率7.67と打ち込まれ、その後一軍登板の機会は訪れなかった。
2006年は一年間を二軍で過ごすことになった。ファームでは30試合に登板し、2勝2敗防御率4.50。中継ぎとして登板数は増えたが、セットポジションからの投球などが課題として挙げられていた。10月半ばに一軍に合流し、10月14日の中日戦で、2番手として3イニングを自責3の4失点。結局この年の一軍登板は、この1試合のみとなった。オフに背番号が48に変更となった。
2007年は捻挫で出遅れた高市俊のかわりに一軍キャンプスタートも、開幕は二軍で迎える事になった。ファームでも中継ぎとして27試合で2勝1敗という数字以上に、暴投や被安打が多く、浮上のきっかけがつかめなかった。プロ入り後初めて一軍登板なしに終わっている。オフには前年の変更に続き、背番号68への変更を通告されている。
2008年はキャンプ・OP戦共に二軍で過ごしたが、イースタン・リーグで10試合連続無失点の好投を続け、5月8日に一軍登録された。5月14日対中日戦で約1年半ぶりに一軍で登板し、1回を無失点に抑えている。その後3試合に登板したものの、毎回被安打を記録するなど安定せず、5月26日に登録を抹消された。ファームでも制球を乱して打ち込まれるケースが多く、野手への転向が決まった。9月27日のファーム最終戦で外野手として初出場し、10月16日のフェニックス・リーグ対阪神戦では、肩を期待されて捕手として出場している。しかし、秋季キャンプ直前に投手としての現役続行を希望。トライアウトを受験するため、11月3日に球団より戦力外となった。
その後、12球団合同トライアウトに参加し、埼玉西武ライオンズの入団テストを受け、11月17日に合格が決まり、12月7日に正式に発表された。
2009年は二軍では27試合に登板し防御率2.73と好成績を残し一時一軍に昇格するも一度も登板しないまま登録抹消された。その後も一軍登板を果たすことができないまま（ファームでもレフトで出場した試合があった。）、2010年10月1日に自身2度目の戦力外通告を受けた。11月4日に任意引退選手公示。

### 現役引退後
埼玉西武ライオンズの二軍用具担当としてチームに残る。2012年11月からは、副寮長兼育成担当。2024年からはチーム広報兼打撃投手兼人財開発となる。2025年は人材開発に専念する。

## 人物
高校時代の先輩松谷と、2005年から2006年にプロでも同じチームに在籍。2005年5月15日のファームの試合では、先発した上原の後に3番手として松谷が登板するなど、同じ試合にも出場している。
沖縄出身ということもあって、ヤクルト時代キャンプ地（浦添市民球場）では大きな声援を送られていた。

## 詳細情報

### 年度別投手成績
| 年 度     | 球 団     | 登 板 | 先 発 | 完 投 | 完 封 | 無 四 球 | 勝 利 | 敗 戦 | セ 丨 ブ | ホ 丨 ル ド | 勝 率 | 打 者 | 投 球 回 | 被 安 打 | 被 本 塁 打 | 与 四 球 | 敬 遠 | 与 死 球 | 奪 三 振 | 暴 投 | ボ 丨 ク | 失 点 | 自 責 点 | 防 御 率 | W H I P |
| --------- | --------- | ----- | ----- | ----- | ----- | -------- | ----- | ----- | -------- | ----------- | ----- | ----- | -------- | -------- | ----------- | -------- | ----- | -------- | -------- | ----- | -------- | ----- | -------- | -------- | ------- |
| 2005      | ヤクルト  | 3     | 0     | 0     | 0     | 0        | 0     | 0     | 0        | 0           | ----  | 8     | 2.1      | 1        | 0           | 1        | 0     | 0        | 2        | 1     | 0        | 0     | 0        | 0.00     | 0.86    |
| 2006      | ヤクルト  | 1     | 0     | 0     | 0     | 0        | 0     | 0     | 0        | 0           | ----  | 18    | 3.0      | 7        | 0           | 2        | 0     | 0        | 2        | 0     | 0        | 4     | 3        | 9.00     | 3.00    |
| 2008      | ヤクルト  | 4     | 0     | 0     | 0     | 0        | 0     | 0     | 0        | 0           | ----  | 23    | 5.0      | 6        | 0           | 0        | 0     | 2        | 1        | 1     | 0        | 3     | 3        | 5.40     | 1.20    |
| 通算：3年 | 通算：3年 | 8     | 0     | 0     | 0     | 0        | 0     | 0     | 0        | 0           | ----  | 49    | 10.1     | 14       | 0           | 3        | 0     | 2        | 5        | 2     | 0        | 7     | 6        | 5.23     | 1.65    |

### 記録
- 初登板：2005年4月2日、対阪神タイガース2回戦（大阪ドーム）、8回裏に5番手で救援登板・完了、1回無失点
- 初奪三振：2005年4月10日、対広島東洋カープ3回戦（広島市民球場）、7回裏に浅井樹から空振り三振

### 背番号
- 14（2005年 - 2006年）
- 48（2007年）
- 68（2008年）
- 69（2009年 - 2010年）
- 03（2024年）